# 宇井理生
宇井 理生（うい みちお、1933年2月20日 - ）は、日本の生化学者。東京大学・北海道大学名誉教授、東京都臨床医学総合研究所名誉所長。学位は、薬学博士（東京大学・1962年）である。

## 来歴
東京府生まれ。宇井伯寿の五男。1955年、東京大学医学部薬学科卒業。1958年より北海道大学医学部薬学科助手、助教を経て1973年には同大学教授就任。1986年より東京大学薬学部教授。退官後は、理化学研究所特別招聘研究員、東京都臨床医学総合研究所長、徳島文理大学香川薬学部長、高崎健康福祉大学薬学部長を歴任。

## 受賞歴
- 1991年 
  - 日本学士院賞
  - パウル・エールリヒ&ルートヴィヒ・ダルムシュテッター賞
- 1987年 - 上原賞
- 2008年春 - 瑞宝中綬章
- 2018年 - 文化功労者[3]
- 2021年 - 名誉都民